# Kōhei Horikoshi
Kōhei Horikoshi (堀越 耕平 Horikoshi Kōhei?) (Aichi, 20 de noviembre de 1986) es un mangaka japonés. Su obra más conocida es la serie My Hero Academia.

## Biografía
Natural de la prefectura de Aichi, antes de dedicarse al manga estudió en el Instituto Toho de Nagoya y se graduó en la Universidad de las Artes de la misma ciudad. La mayor parte de su obra está influida por títulos como Dragon Ball, Naruto, Akira y One Piece, pero también es un admirador del cómic estadounidense de superhéroes y en particular de Spider-Man.
Mientras estaba en la universidad, Horikoshi obtuvo un accésit en el Premio Tezuka de 2006 con la obra Nukegara y empezó a colaborar con la editorial Shūeisha. Además de trabajar como asistente para varios autores, presentó varias historias autoconclusivas en Akamaru Jump: Tenko (2007), Shinka Rhapsody y Boku No Hero (2008), esta última antesala de su mayor éxito. Finalmente, en julio de 2010 publicó su primera serie para la Shōnen Jump: Oumagadoki Zoo (2010-2011), basada en las aventuras de la cuidadora de un zoológico encantado, recopilada en cinco volúmenes.
En mayo de 2012 presentó para la misma revista el manga Barrage, una ópera espacial de la que tan solo se editaron dieciséis capítulos en dos tomos.
Después de la cancelación de Barrage, Horikoshi estuvo trabajando en convertir Boku No Hero, una de sus primeras historias autoconclusivas, en una serie regular que adaptara el universo de los cómics de superhéroes al lector japonés. El resultado fue My Hero Academia, cuyo primer episodio fue publicado el 7 de julio de 2014. Desde entonces se ha convertido en una de las series más populares de Shōnen Jump: se llegaron a publicar 430 capítulos recopilados en 42 volúmenes, ha contado con una adaptación al anime, películas, series derivadas y una saga de videojuegos.

## Trabajos
| Título                                                          | año       | Revista            | Editorial | Notas        | Ref.  |
| --------------------------------------------------------------- | --------- | ------------------ | --------- | ------------ | ----- |
| Tenko (テンコ)                                                  | 2007      | Akamaru Jump       | Shueisha  | One-shot     | [ 6 ] |
| My Hero (僕のヒーロー Boku no Hīrō)                             | 2008      | Akamaru Jump       | Shueisha  | One-shot     | [ 7 ] |
| Shinka Rhapsody (進化ラプソディ Shinka Rapusodi)                | 2008      | Akamaru Jump       | Shueisha  | One-shot     | [ 8 ] |
| Oumagadoki Zoo (逢魔ヶ刻動物園 Ōmagadoki Dōbutsuen)             | 2010–11   | Weekly Shōnen Jump | Shueisha  | Manga        |       |
| Barrage (戦星のバルジ Sensei no Baruji)                         | 2012      | Weekly Shonen Jump | Shueisha  | Manga        |       |
| My Hero Academia (僕のヒーローアカデミア Boku no Hīrō Akademia) | 2014–2024 | Weekly Shonen Jump | Shueisha  | Manga, Anime |       |